# 50-й гвардейский самоходный артиллерийский полк (СССР)
50-й гвардейский самоходный артиллерийский полк (сокр. 50 гв. сап, в/ч 53185) — тактическое формирование Сухопутных войск СССР.
На момент расформирования полк располагался в городе Шали Чеченской Республики.

## История

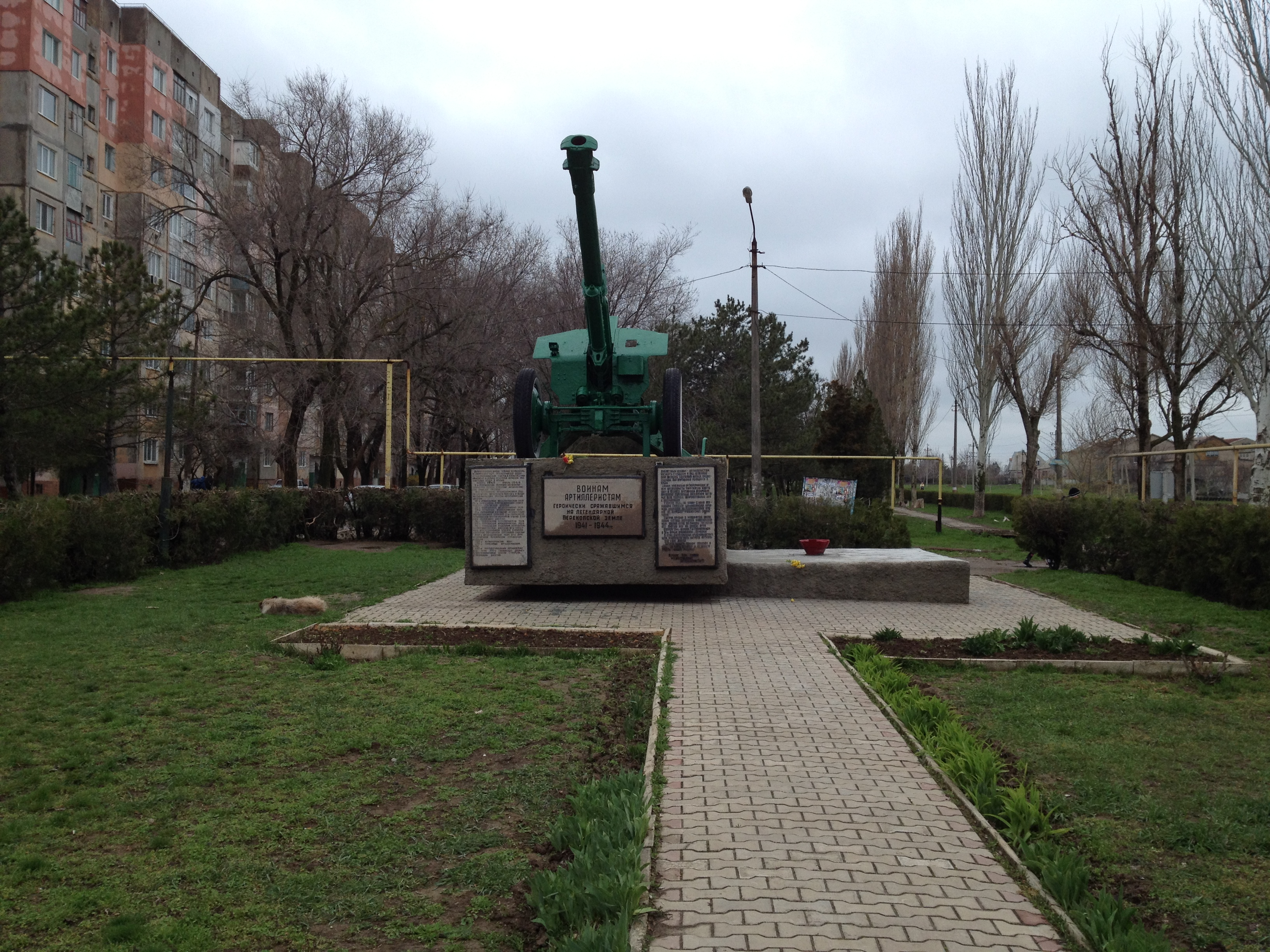
Памятный знак в честь воинов-артиллеристов (гаубица), Армянск Текст: Артиллерийская пушка-гаубица была установлена в г. Армянске в честь артиллерийских соединений, которые принимали участие в освобождении Армянска в период разгрома немецко-фашистских войск в Крыму (ноябрь 1943 — апрель 1944 гг.): … 50-й гвардейский артиллерийский полк 24-й гвардейской Краснознаменной Евпаторийской стрелковой дивизии…

Формирование изначально носило наименование 286-й артиллерийский полк 111-й стрелковой дивизии 1-го формирования.
17 марта 1942 года переформирован в 50-й гвардейский артиллерийский полк 24-й гвардейской стрелковой дивизии. После войны расформирован при переформировании 24-й гвардейской стрелковой дивизии в 3-ю гвардейскую стрелковую бригаду. В 1951 году 50-й полк воссоздан в г. Грозный при переформировании 3-й гвардейской стрелковой бригады в 24-ю гвардейскую стрелковую дивизию (с 1957 г. — 42-й гвардейская мотострелковая).
Перед распадом СССР, в конце 1980-х гг. полк был учебным в составе 173-го гвардейского окружного учебного центра СКВО. Дислоцировался в г. Грозный до 1992 года.
В 2000 году полк восстановлен в составе 42-й гвардейской мотострелковой дивизии.
В 2008 году полк принимал участие в войне в Грузии.
В 2009 году в ходе реформы Вооружённых сил полк был расформирован.

## Память
Воинам-артиллеристам 50-го гвардейского артиллерийского полка и других артиллерийских частей и соединений 4-го Украинского фронта, освобождавшим город Армянск в ходе Крымской наступательной операции 1944 года, посвящён памятный знак в виде 152-мм гаубицы Д-1 на улице Гайдара.